# دواين كيلي
دواين كيلي (بالإنجليزية: Dwayne Kelly)‏ هو لاعب اتحاد الرغبي جنوب أفريقي، ولد في 19 أكتوبر 1991 في بلومفونتين في جنوب أفريقيا.